# Национален институт по метеорология и хидрология
Националният институт по метеорология и хидрология е научноизследователски институт в София, България.
Той е юридическо лице, финансирана чрез бюджета на Министерството на околната среда и водите. Занимава се с наблюдения и изследвания в областта на метеорологията, хидрологията и водните проблеми.

## История

### Предистория
Първите системни метеорологични наблюдения на днешната територия на България започват през 1860 г., когато в австрийското консулство в Русчук е инсталирана първата метеорологична станция. През 1870 г. там започват да се извършват и хидрологични наблюдения на река Дунав. През 1880 г. е открита метеорологична станция в австро-унгарското консулство в София.
През 1881 г. министърът на народното просвещение Константин Иречек взема решение за създаването на 5 държавни метеорологични станции. Редовните наблюдения започват през 1887 г. в софийската станция на площад „Васил Левски“ под ръководството на Марин Бъчеваров. През 1888 г. Спас Вацов издава първото пълно ръководство за извършване на наблюденията. От 1890 г. той ръководи софийската станция, която е обявена за главна за страната.

### Създаване
През 1894 г. е създадена Дирекция по метеорология към Министерството на народното просвещение. Неин пръв директор става Спас Вацов, който остава на този пост до смъртта си през 1928 г. През 1934 г. Дирекцията е преименувана на Централен метеорологичен институт. Организирани хидрологични наблюдения започват да се извършват от основаната през 1920 г. Служба по водите при Министерството на земеделието и държавните имоти.
През 1950 г. двете служби са обединени в обща Хидрометеорологична служба, а през 1954 г. е създаден и Научноизследователски институт по хидрология и метеорология. През 1962 г. Управлението по хидрология и метеорология и Научноизследователският институт по хидрология и метеорология са включени в състава на БАН. През 1989 г. те са обединени в Институт по метеорология и хидрология, който през 1991 г. е преименуван на Национален институт по метеорология и хидрология. При последната реформа на БАН в института е влят Институтът по водни проблеми.
Националният институт по метеорология и хидрология е в структурата на Българска академия на науките до 1 януари 2019 г.

### Департаменти
- Метеорология
- Хидрология
- Прогнози и информационно обслужване
- Измервания, метрология и информационни технологии

### Филиали
- Варна
- Кюстендил
- Плевен
- Пловдив